# محمد بن عمر بحرق
محمد بن عمر بَحْرَق (869 - 930 هـ)  فقيه شافعي وأديب ونحوي ومتصوف، نعته الزبيدي بعلامة اليمن. ولي قضاء بالشحر ثم استقال ورحل إلى الهند فأكرمه السلطان مظفر شاه الثاني وقرّبه وعظّمه وأقام إلى أن مات في أحمد آباد. اشتهر بكثرة التصنيف وصنف في كثير من الفنون كالحديث والتصوف واللغة والطب والأدب والتاريخ. وفوق مواهبه العلمية ومؤلفاته العديدة فهو قائد حربي عسكري فقد كان أحد القادة العسكريين لبدر أبو طويرق وأحد عماله فقد كان عاملا في وادي حضرموت وعاملا على منطقة الكسر.

## نسبه
محمد بن عمر بن مبارك بن عبد الله بن علي الحميري الشهير ببَحْرَق.

## مولده ونشأته
ولد ليلة النصف من شعبان سنة 869 هـ/ 1465 م بمدينة سيئون بوادي حضرموت، ونشأ وتعلم بها، وحفظ القرآن صغيرا، والحاوي الصغير، ومنظومة البرماوي في الأصول، وألفية ابن مالك في النحو.

## شيوخه
أخذ عن جماعة من فقهاء حضرموت وارتحل إلى عدن وزبيد ومكة والمدينة وأخذ عن علمائها منهم:
| - محمد بن أحمد باجرفيل | - عبد الله بن أحمد بامخرمة - محمد بن أحمد بافضل - عبد الله بن عبد الرحمن بافضل | - أحمد بن أحمد بن عبد اللطيف الشرجي - محمد بن أبي بكر الصائغ - حسين بن الصديق الأهدل | - أبو بكر بن عبد الله العدني - محمد بن عبد الرحمن السخاوي |

## مؤلفاته
له أكثر من ثلاثين مؤلف في الأدب والعلوم وفي التوحيد والفقه وعلم القراءات والنحو والصرف والطب والحساب والميقات والعروض أكثرها ما زالت مخطوطة، منها:
| - «تبصرة الحضرة الشاهية الأحمدية بسيرة الحضرة النبوية» - «الأسرار النبوية في اختصار الأذكار النووية» - «مختصر الترغيب والترهيب» - «حلية البنات والبنين فيما يحتاج إليه من أمر الدين» - «نشر العلم في شرح لامية العجم» - «تحفة الأحباب» - «شرح ملحة الإعراب» في النحو - «متعة الأسماع بأحكام السماع» - «عقد الدرر في الإيمان بالقضاء والقدر» - «العقد الثمين في إبطال القول بالتقبيح والتحسين» - «الحسام المسلول على منتقصي أصحاب الرسول» - «شرح لامية الأفعال لابن مالك» في الصرف - «أرجوزة فتح الرؤوف في معاني الحروف» وشرحها - «أرجوزة في الطب» وشرحها - «أرجوزة في علم الحساب» وشرحها - «رسالة في علم الميقات» | - «العروة الوثيقة في الجمع بين الشريعة والحقيقة» - «الحديقة الأنيقة شرح العروة الوثيقة» - «شرح المقدمة الجزرية» - «العقيدة الشافعية في شرح القصيدة اليافعية» - «الحواشي المفيدة على أبيات اليافعي في العقيدة» - «مختصر المقاصد الحسنة» - «تفسير آية الكرسي» - «فوائد في علم النحو» - «ذخيرة الإخوان» - «النبذة المنتخبة من كتاب الأوائل» - «ترتيب السلوك إلى ملك الملوك» - «حدائق الأنوار ومطالع الأسرار في سيرة النبي المختار» - «النبذة المختصرة في معرفة الخصال المكفرة للذنوب المقدمة والمؤخرة» - «مواهب القدوس في مناقب ابن العيدروس» - «المطالب السنية في أهم العلوم الدينية وأعم الأعمال السنية» - «ضياء الإصباح في شرح العدة والسلاح» - «النبذة المقررة للدعوى المحررة» |

## وفاته
بعد أن عزل نفسه من قضاء الشحر سار إلى عدن فكان مكرمًا من قبل والي عدن الأمير مرجان بن عبد الله الظافري فلما مات الأمير سنة 927 هـ، سار من عدن إلى الهند، ونزل كجرات من أرض الهند على الملك المظفر فأكرمه، وأحمد آباد كانت وفاته ليلة العشرين من شهر شعبان سنة 930 هـ/ 1524 م.